# Tomáš Sýkora (skladatel)
Tomáš Sýkora (* 15. března 1979 Nymburk) je český jazzový skladatel, aranžér, klavírista a pedagog.

## Život a tvorba
Jeho tvůrčí záběr zahrnuje jak hudbu jazzovou, klasickou, tak častou aranžérskou činnost pro symfonické orchestry, big bandy i menší komorní ansámbly. Jako klavírista pravidelně koncertuje v České republice i v zahraničí. Vystudoval kompozici u Karla Růžičky a klavír u Hanky Kaštovské na Konzervatoři a VOŠ Jaroslava Ježka v Praze, dále kompozici na Akademii múzických umění v kompoziční třídě Juraje Filase.
Jako skladatel, pianista a kapelník založil a vedl autorské projekty, mj. jazz quintet Nedaba (cd Songs About..., 2009), wrgha POWU orchestra (cd Kapiloongo, 2010, cd opoPOP, 2012, cd Ať rosa z nebes sestoupí, 2013), s nimiž pravidelně koncertoval v ČR. V roce 2013 natočil spolu se skladatelkou a klavíristkou Zdeňkou M. Košnarovou autorské CD soudobých klavírních skladeb Do větru a do tmy, které bylo kromě domácí scény prezentováno na koncertních pódiích a rozhlasových stanicích v zahraničí. V roce 2013 založil spolu s Lenkou Jankovskou autorský projekt Lena Yellow, na kterém se podílí jako kapelník, pianista, skladatel, aranžér a producent. Z této spolupráce vzniklo na podzim 2014 CD Positivity, které kapela představila na turné v ČR. V říjnu 2015 zahrála kapela v rámci pražského koncertu britské formace Incognito.
Jako skladatel se zaměřuje hlavně na kompozici z oblasti soudobé vážné hudby a jazzu. Jeho skladby uvedly např. orchestry Olomoucká filharmonie a Plzeňská filharmonie, Symfonický orchestr Českého rozhlasu, Smyčcové kvarteto Pavla Bořkovce, nebo sólisté Karel Dohnal, Jan Keller, Ilya Blackwedge a Zdeňka M. Košnarová. Zkomponoval také hudbu k několika divadelním inscenacím a dokumentárním filmům.
Je aktivním členem skladatelské skupiny Prague 6, která se vytvořila kolem souboru Concept Art Orchestra, jenž vede skladatelka a trumpetistka Štěpánka Balcarová. V roce 2015 tato skupina natočila CD Concept Art Orchestra and Prague 6, které obsahuje autorské skladby pro big band od každého člena skupiny. Tato deska získala českou žánrovou cenu Anděl v kategorii Jazz and Blues. V prosinci 2018 vydala formace CD originálních vánočních skladeb Vánoce dospělých, které bylo nominováno na cenu Anděl 2018 v kategorii Jazz.
V roce 2017 zpracoval kompletní orchestraci nejzásadnějšího díla předního českého jazzového skladatele Karla Růžičky Celebration Jazz Mass, které bylo uvedeno v červnu 2017 ve Smetanově síni Obecního domu v Praze. Na podzim potom vydal své autorské solo klavírní cd Songs and Old Forms, ve kterém se vrátil k českým kořenům a kde propojil vážnou hudbu a jazz.
Na podzim 2018 založil komorní Tomáš Sýkora Trio.

## Diskografie
- Concept Art Orchestra And Prague Six – Vánoce dospělých (2018) / Animal Music
- Tomáš Sýkora – Songs and Old Forms (2017) / Mots Music
- Concept Art Orchestra And Prague Six (2015) / Animal Music